# Jaume Antich i Balada
Jaume Antich Balada (València, 22 de març de 1946) és un polític valencià, que ha estat alcalde d'Ulldecona i diputat al Congrés dels Diputats.

## Trajectòria
És tècnic nutricionista en pinsos composts. Ha estat primer secretari de la Federació 16 del PSC-PSOE i membre del Consell Nacional del PSC i del Comitè Federal del PSOE. Ha estat diputat per la província de Tarragona a les eleccions generals espanyoles de 1982, 1986, 1989 i 1993.
Posteriorment es dedicà a la política municipal. Ha estat alcalde d'Ulldecona el 1979-1982, el 1983-1995 i el 2004-2006. Del 1996 al 2007 va ser diputat provincial a la Diputació de Tarragona i els tres últims anys Vicepresident. Ha estat membre del Consell Nacional de la Federació de Municipis de Catalunya, col·laborador del Congrés de Cultura Catalana i de la Marxa de la Llibertat.
Havent estat un dels impulsors, va ser fins al 2013 Gerent de la Mancomunitat de la Taula del Sénia, formada per 27 municipis (15 valencians, 9 catalans i 3 aragonesos), situats al voltant del riu Sénia i del Tossal del Rei, que tots junts superen els 111.000 habitants en un territori de 2.070 km².
El setembre de 2013 fou un dels 54 ex-consellers de CatalunyaCaixa denunciats per la fiscalia per administració deslleial i adjudicar-se salaris desproporcionats juntament amb Narcís Serra. Amb data 31 de gener de 2019, l'Audència Provincial de Barcelona va dictar sentència decretant la seva absolució i la de la resta dels 54 acusats.